# بني مجمل الاسفل (المفتاح)

تعديل مصدري - تعديل

بني مجمل الاسفل هي إحدى قرى عزلة الجبر الشرقي بمديرية المفتاح التابعة لمحافظة حجة، بلغ تعداد سكانها 262 نسمة حسب تعداد اليمن لعام 2004.